# 金景天
金景天（学名：Kalanchoe orgyalis）是一种景天科的被子植物。  它是一种多肉植物，因其叶子的形状而俗称为 “铜匙”。
1. ↑  . Plants of the World Online. The Trustees of the Royal Botanic Gardens, Kew. n.d.  [July 19, 2020]. （原始内容存档于2023-05-07）.